# Rosoșa, Lîpoveț
Rosoșa (în ucraineană Росоша) este o comună în raionul Lîpoveț, regiunea Vinnița, Ucraina, formată numai din satul de reședință.

## Demografie
Componența lingvistică a satului Rosoșa
     Ucraineană (99,07%)
     Alte limbi (0,9%)
Conform recensământului din 2001, majoritatea populației satului Rosoșa era vorbitoare de ucraineană (99,07%), existând în minoritate și vorbitori de alte limbi.

## Legături externe
- pl Rososze (2), miasteczko u źródeł rzeki Pohanki, dopływu Sobu, powiat lipowiecki în Dicționarul geografic al Regatului Poloniei și al altor țări slave, volum II (Derenek — Gżack) anul 1881